# Bikkershorn
Bikkershorn (Gronings: Bikkershörn) is een buurtje bij het dorp Westerlee in de gemeente Oldambt in de provincie Groningen. Het buurtje ligt ten noordoosten van Westerlee, maar hoorde vroeger bij Heiligerlee. Even verderop ligt Tranendal.
De herkomst van de naam Bikkershorn (in 1840 Bikkers-horngen) is onduidelijk. De term -hörn is het Groningse woord voor 'hoek' en wordt vooral gebruikt om een deel van een dorp aan te duiden.
Stad: Winschoten

Dorpen: Bad Nieuweschans · Beerta · Blauwestad · Drieborg · Eexta · Finsterwolde · Heiligerlee · Midwolda · Nieuw-Beerta · Nieuwolda · Nieuw-Scheemda · Oostwold · Scheemda · 't Waar · Westerlee

Buurtschappen (en voormalige buurtschappen): Beersterhoogen · Bellingwolderzijl · Bikkershorn · Booneschans · Bovenburen · Bovenstreek (Westerlee) · Bovenstreek (Winschoten) · De Kamp · De Dellen · Eextahaven · Egypterdijk · Ekamp · Finsterwolderhamrik · Ganzedijk · De Garsten ·  Goldhoorn · Hamdijk · Hardenberg · Hongerige Wolf · Kloostergare · Kopaf · Kostverloren · Kromme-Elleboog · Kroonpolder · Lutje Loug · Meerland · Munnekeveen · Napels · Niesoord · Nieuwe Statenzijl · Nieuwolda-Oost · Polderdwarsweg ·  (Winschoter) Oostereinde · Oostwolderhamrik · Oostwolderpolder · Oudedijk · Oudekerk · Oude Statenzijl · Oudezijl · Reiderwolderpolder · Scheemdermeer · Scheemderzwaag · Scheveklap · Sint-Vitusholt (of Achterholt) · Stadspolder · Stoksterhorn · Tranendal · Tutjeshut · Ulsda · Veenhuizen · Westeind · Winschoterhogebrug · Winschoterzijl · Zandhoogte · Zuiderveen 

Voormalige gemeenten: Reiderland · Scheemda · Winschoten

Groningen: Steden en dorpen      Nederland: Provincies · Gemeenten